# 涉过愤怒的海
《涉过愤怒的海》（英語：Across the Furious Sea）是一部2023年中国大陆犯罪片，改编自老晃的同名小说，讲述了一个父亲在女儿遭杀害之后疯狂复仇的故事。导演曹保平，主演黄渤、周迅，拍摄于2019年。
本片也是中国大陆影史首部由中国国家电影局根据电影产业促进法要求标注年龄提示的国产真人电影。台湾上映则分级为辅15+。

## 剧情
渔民金陨石以出海打鱼为生，供女儿小娜在日本留学，一日，金陨石在渔船上接到前妻顾红打来的电话，得知女儿金丽娜失踪的消息后便前往日本。金陨石前往京都大学的学生宿舍吉田寮寻找女儿的男友李苗苗的下落，被发现身份的李苗苗慌忙逃脱回国，金陨石在车站追寻无果后接到了女儿的死讯。情绪失控的老金在酒店中大闹一番，引来日本警察岛津前来察看，老金在居酒屋交谈之中向岛津表露出要为女儿报仇的想法。
金陨石回国后秘密潜入李苗苗之父李烈的家中，在与李烈一番搏斗之后，李烈告知李苗苗不在此处。金陨石驾车在机场守候，并尾随李烈和他的前妻景岚，中途景岚下车并让金搭车送其回家，景嵐告知金隕石，她會在三天內把李苗苗的人找到，但她會交給警察以法律途徑解決問題。
隔日，金陨石喬裝為外卖员继续尾随景岚，景嵐為了擺脫金隕石，在一棟大樓停車後，叫了事先叫好的車離開；而金隕石碰巧在大樓遇到動漫展，他在會場看見打扮成和李苗苗相同漫畫作品角色的Coser，認為他們會知道李苗苗的下落，便尾隨他們闯入家中追问李苗苗的下落，结果被警察戴震以私闯民宅持刀行凶为由拘留；同一時間，擺脫金隕石跟蹤的景嵐開車前往李苗苗躲藏的山中木屋，沒想到自己的車被李烈的保鑣小邱安裝了追蹤器，先一步進到木屋裡的小邱，被李苗苗持獵槍轟掉了一隻耳朵，李苗苗拿走了木屋裡的嚇人箱和小邱的手機及鑰匙，和景嵐一同離開。戴震为了让被關押在牢裡的金陨石参加女儿的送别仪式，擅自撕掉了拘留令将其释放。
在颱風來臨前夕，金陨石在乘车前往机场的途中路过正在举行漫展的会场，于是进入会场寻找李苗苗。景岚拿到了朋友加急办好的德国签证回家，卻发现李苗苗不在家中；同時間，金陨石在漫展上发现了李苗苗，企图用绳子将其勒死，被赶来的保安制止，两人随后又在会展中心的屋頂上經歷一番追逐，最后双双跌落于充气玩偶上，李苗苗逃逸無蹤，金陨石前往景岚的住处質問李苗苗的下落，卻被景岚反锁于地下室，随后景岚将躲在家中的李苗苗送往机场并给戴震打电话。同一時間在李烈家，李烈的現任妻子收到裝有嚇人箱的包裹，她和行動不便的女兒一同打開時，被箱中噴出的強酸所傷，傷勢嚴重。
為了逃出地下室，金陨石在地下室纵火触发火警，景岚将金从地下室救出。赶来的戴震让其它警察将金陨石带走，随后戴震上楼察看，发现李苗苗的卧室内有翻动的痕迹，戴震打电话告知运送金陨石的警察跟随景岚的车辆。因颱風帶來的龍捲風，高速公路上滿是被氣旋捲起的大量魚類，途中景岚、李苗苗和計程車司機、金陨石和警察所驾乘的三辆车发生连环相撞，金陨石从车内爬出后，在现场发现了李苗苗曾佩戴的乌尔奇奥拉面具，于是在無法動彈的景岚面前将李苗苗从车内拖出后离开。金陨石在审讯中对李苗苗的去向一言不发，景岚与金陨石一番交谈后，让戴震放金陨石去日本参加女儿的告别仪式。
金陨石在李苗苗的手机中发现女儿与三个日本男性的性爱影片，告别仪式途中，金陨石获悉三个人的下落，匆匆离去前往秋叶原的卡拉OK店，闯入包房对三人进行殴打。金陨石回到酒店收到顾红的信，信中告知小娜的骨灰已被她领走，不会告诉下葬地。
金陨石回国后带景岚前往郊外一处工地，并给景岚播放女儿的性爱视频。金陨石告诉景岚，李苗苗点燃了Cosplay社团成员的假发，小娜是为了给李苗苗求情而被轮奸的，却遭到李苗苗的羞辱。景岚看到儿子的随身物品，以为李苗苗已死，企图开车撞死金陨石，结果汽车坠下悬崖落水，景岚被金陨石救出。自知失去一切的景岚远走他乡。金陨石带李烈登上了一艘渔船出海，在船上，老金历数李苗苗从小到大的种种劣迹，包括李苗苗害死了李烈的母親、害妹妹半身不遂，道破了李烈想将李苗苗送进监狱的真实意图。李烈突然情绪失控，用撬棍攻击金陨石，不慎被吊钩砸中头部而昏迷，金陨石被赶来的警察带走。
岛津来到了被警察釋放的金隕石的住处，将金丽娜的SNS账号密码交给金，并告知他的女儿的十七處刀傷，實際上是她自己捅的，她當下沒有馬上死亡，而是選擇不對外求助，將自己關在衣櫃裡，等待生命終結，島津劝金隕石不要在起心動念想报仇。金陨石翻看女儿SNS的存档，面对女儿在SNS上傾訴童年生活的孤單，以及沒有得到父親的愛，他感到悔恨不已。
片末，金陨石来到海上一座灯塔，将囚禁于此的李苗苗释放，让他自己划船离开，随后金拨打戴震的电话自首。金陨石与李苗苗被公安机关批捕，戴震亦受到处分。金陨石出獄後，將漁船賣掉並投入青少年心理健康相關事務。

## 主要角色
| 演员   | 角色           | 介绍 |
| ------ | -------------- | --- |
| 黄渤   | 金陨石         | 渔民，顾红前夫，独自抚养女儿长大并送往日本留学，女儿被害后为报仇决心寻找杀人真凶。 为了养家糊口常年在海上打鱼而疏忽对女儿的关心，做事不顾女儿感受，甚至在女儿面前用杀虫剂喷猫取乐。女儿遇害后自认为丢了面子，到处寻找李苗苗。连环车祸中将李苗苗抓走并囚禁于灯塔之中，又在船上怂恿李烈杀死李苗苗但未能成功。后来从岛津得知女儿自杀的真相，在翻看女儿的SNS存档之后感到悔恨不已，将李苗苗释放后向警方自首。 |
| 周迅   | 景岚           | 李苗苗母亲、李烈前妻，竭尽所能庇护李苗苗。 与李烈离婚后旅居德国，得知李苗苗出事后回国，向金陨石保证三天之内将儿子交给警方，实际上是为转移出国做准备，在前往机场的途中遭遇连环车祸导致颈部受伤，后说服戴震释放金陨石参加女儿的告别仪式。被金陨石带至郊外后以为儿子已死，企图开车撞死金陨石，却掉入水中，后被金陨石救出，最终远走他乡。                                                                    |
| 周依然 | 金丽娜（小娜） | 金陨石女儿、李苗苗女友，在日本留学期间失踪，后被发现身中17刀死亡。 在女仆咖啡厅打工期间与李苗苗结识，加入李所在的Cosplay社团并发生了一夜情。后来与李苗苗成为恋人关系，因为李难以忍受其性格而分手。又与打工便利店的店长交往，因为发现私藏的前女友照片再度分手，并与李苗苗复合。为了帮李苗苗求情答应拍摄大尺度照片，结果遭到轮奸，被李苗苗辱骂后用刀捅伤自己，最终在衣柜中失血过多身亡。                   |
| 张宥浩 | 李苗苗（苗苗） | 景岚与李烈之子、金丽娜男友，就读于京都大学，Cosplay爱好者，金丽娜死亡后潜回国内。 性格阴暗，在给予乞丐的汉堡包中藏放刀片、寄送强酸玩具导致亲生妹妹和李烈的现任妻子毁容、用火机点燃Cosplay社团成员的假发。与金丽娜曾两度为恋人关系，金丽娜被轮奸后对其进行荡妇羞辱，导致金丽娜自杀，后逃回国内。在连环车祸中被金陨石抓走并囚禁于灯塔之中，最后被金陨石释放。                                              |
| 祖峰   | 李烈           | 李苗苗父亲、景岚前夫，富商。 与景岚离婚后获得李苗苗的抚养权，表面上关心自己的儿子，实际上因为儿子的恶行早已断绝关系，并且十分忌惮李苗苗继承自己的产业，企图借金丽娜遇害一事将李苗苗送入监狱乃至借刀杀人。与金陨石在船上对话时情绪失控，用撬棍攻击金陨石，不慎被吊钩砸中脑部昏迷。 |
| 颜北   | 戴震           | 警察 与景岚和李烈有着非同寻常的关系，却又出于同情心擅自撕毁拘留令让金陨石去日本参加女儿的告别仪式，之后又将网上看到的李苗苗劣迹告知给金陨石。 |
| 孙安可 | 沈小琳         | 金丽娜同住室友 |
| 闫妮   | 顾红           | 金陨石前妻、金丽娜生母，女儿失踪后赴日寻找。 与金陨石离婚后拒绝抚养金丽娜，女儿遇害后带走其骨灰，并拒绝向金陨石告知女儿的下葬地。 |
| 阿部力 | 岛津           | 被派来处理公关危机的日本警察，会说中文。 前往金陨石所住的酒店房间察看情况而被殴打泄愤，之后与金在居酒屋长谈。后来到中国将金丽娜的SNS账号密码交给金陨石，并告知其女儿是自杀的真相。 |

## 制作与发行
本片是曹保平“灼心系列”电影中的第三部作品，2019年7月在大连开机，同年年底杀青。2020年12月29日发表先导海报定档2021年暑期档，后因各类因素一直未宣布正式上映日期。有一种说法是该片剧情与香港潘晓颖命案内容撞车。2023年10月19日，该片发布预告，宣布定档于2023年11月25日正式上映。

### 票房
| 上一届： 《拯救嫌疑人》 | 2023年中國內地一周票房冠軍 第47-48週 | 下一届： 《再见，李可乐》 |

## 奖项荣誉
| 年份   | 颁奖礼                               | 奖项                   | 入围者                 | 结果 |
| ------ | ------------------------------------ | ---------------------- | ---------------------- | ---- |
| 2024年 | 中国电影导演协会2020年至2023年度表彰 | 年度影片（2023年度）   | 《涉过愤怒的海》       | 提名 |
| 2024年 | 中国电影导演协会2020年至2023年度表彰 | 年度导演（2023年度）   | 曹保平                 | 獲獎 |
| 2024年 | 中国电影导演协会2020年至2023年度表彰 | 年度编剧（2023年度）   | 曹保平、武皮皮、焦华静 | 提名 |
| 2024年 | 中国电影导演协会2020年至2023年度表彰 | 年度男演员（2023年度） | 黄渤                   | 提名 |
| 2024年 | 中国电影导演协会2020年至2023年度表彰 | 年度女演员（2023年度） | 周迅                   | 獲獎 |
| 2024年 | 中国电影导演协会2020年至2023年度表彰 | 年度女演员（2023年度） | 周依然                 | 提名 |
| 2024年 | 第19届中国长春电影节金鹿奖           | 最佳影片               | 《涉过愤怒的海》       | 提名 |
| 2024年 | 第19届中国长春电影节金鹿奖           | 评委会大奖             | 《涉过愤怒的海》       | 提名 |
| 2024年 | 第19届中国长春电影节金鹿奖           | 最佳导演               | 曹保平                 | 提名 |
| 2024年 | 第19届中国长春电影节金鹿奖           | 最佳编剧               | 曹保平、武皮皮、焦华静 | 獲獎 |
| 2024年 | 第19届中国长春电影节金鹿奖           | 最佳女演员             | 周迅                   | 提名 |
| 2024年 | 第19届中国长春电影节金鹿奖           | 最佳男演员             | 黄渤                   | 提名 |
| 2024年 | 第19届中国长春电影节金鹿奖           | 最佳摄影               | 李然                   | 提名 |
| 2024年 | 第19届中国长春电影节金鹿奖           | 最佳剪辑               | 鄢一平                 | 提名 |
| 2024年 | 第19届中国长春电影节金鹿奖           | 最佳音乐               | 郭思达                 | 提名 |

## 外部连接
- 豆瓣电影上《涉过愤怒的海》的資料 （简体中文）
- 时光网上《涉过愤怒的海》的資料（简体中文）
- 互联网电影数据库（IMDb）上《涉过愤怒的海》的资料（英文）
- 涉过愤怒的海的新浪微博（简体中文）